# Лоренс Палмер
Лоренс Џејмс „Лери” Палмер (енгл. Lawrence James „Larry“ Palmer; Молден, 7. јануар 1938) некадашњи је аматерски амерички хокејаш на леду који је играо на позицији голмана.
Као члан сениорске репрезентације Сједињених Држава освојио је златну олимпијску медаљу на ЗОИ 1960. у америчком Скво Валију.